# Atymnina
Atymnina  (лат.) — род равнокрылых насекомых из семейства горбаток (Smiliinae, Membracidae).
Неотропика: эндемик Мексики. Развиваются на растениях семейства Fagaceae (Quercus). Передние крылья с разделёнными у основания жилками R, M и Cu. Голени задней пары ног с 3 продольными рядами капюшоновидных сет (cucullate setae). 
.

## Систематика
Род включён в трибу Smiliini
- Atymnina elongata 	Plummer